# Монпа
Монпа (самоназвание: монба; кит. упр. 门巴族, пиньинь Ménbā Zú; тиб. མོན་པ, вайли mon pa) — тибето-бирманский народ на востоке Гималаев. Живут в Индии на территории штата Аруначал-Прадеш (50 тысяч человек), в Китае в округе Цона на юге Тибета (8923 человек, перепись 2000 года), где они известны как мэньба, а также в Бутане (2500 человек). Входят в 56 официально признанных народов Китая.

## Язык
Язык монпа относится к группе киранти тибето-бирманских языков, представлен рядом диалектов. Распространён также тибетский язык. По языковому составу разделены на 6 подгрупп. (Бондаренко Д. М.)

## Религия
Верующие — буддисты преимущественно школы гелуг. Некоторые представители этого народа являются последователями других религий. Буддисты в своих домах устраивают алтари, перед которыми ставят чашки с водой и масляные лампы.
Широко распространена вера в реинкарнацию и бессмертие души. Большое влияние на последователей религии оказывает монашеская жизнь и деятельность, большинство мальчиков стремятся попасть в монастырь и стать впоследствии ламой.
Последователи других верований живут на территории Бутана, они большей частью охотники, и их главный тотем — дух тигра.
(Анисимов С. Ф.)

## Быт
Основные традиционные занятия — поливное пашенное земледелие (рис, пшеница, гречиха, овощи), скотоводство (буйволы, яки, лошади, овцы), садоводство. Развиты ремёсла — ткацкое, плетение из бамбука, резьба по дереву. Именно они являются хранителями культуры рисования методом танка. Широко развито книгопечатание, книгопечатные станки можно увидеть в основном в монастырях. По культуре близки тибетцам.
Традиция позволяет охотиться на всех живых существ, за исключением людей и тигров.
(Бондаренко Д. М.)
Жилище двухэтажное, каменное, с поднятым полом. Двери и окна обязательно украшены красивыми цветными рамами. Из-за холодного климата Гималаев люди утепляют жилища посредством бамбуковой крыши. В домах есть ложе и очаг.
Мужская одежда — штаны, рубаха, поверх — халат с кушаком; женская — кофта, безрукавка, юбка, зимой — халат. Мужчины и женщины носят косы. Из украшений присутствуют серебряные кольца, серьги делают из бамбука, покрашенного обычно в красный цвет.
В пище преобладают мясо-молочные продукты, рис, поджаренная ячменная мука (цзамба).
Семья малая, сильны общинные традиции — общинный совет, старейшины.
Центры религиозной жизни и традиционной духовной культуры — монастыри, при них устраивались пантомимические представления в масках (типа цама). Развиты песенный и танцевальный фольклор.
Развито кочевое земледелие с использованием примитивных орудий труда. Для предотвращения эрозии почв создают террасы, на которых выращивают рис, маис, пшеницу, ячмень, острый перец, тыкву, бобы, табак, индиго (сорт бобовых) и хлопок.
(Noel S.)

## История
Легенды, подтверждённые археологическими исследованиями, сообщают о том, что монпа, которые жили на этих территориях с незапамятных времён, управляли государством, носившим имя Манил или Ломон, с 500 года до нашей эры по 600 год.
После распада этого государства монпа долгое время находились под властью Тибета. Наиболее удалённые племена не ощущали над собой власть Тибета. Около XI века нашей эры отдельные племена объединились, чтобы построить крепость Диранг, которая была призвана защищать их территории от посягательства ещё более отсталых, но воинственных племён.
Шестой Далай-лама Цангъян Гьяцо являлся представителем народности монпа.
(Бондаренко Д. М.)